# U-794
U-794 — немецкая опытовая подводная лодка типа XVIIA проекта «Wk 202», оснащённая двигателем Вальтера.

## История

### Постройка
Заложена 14 ноября 1943 года на верфи «Germaniawerft» в Киле. Спущена на воду 7 октября 1943 года. Введена в строй 1 февраля 1943 года.

### Служба
Боевых походов не совершала. Использовалась в качестве учебной подводной лодки.
Была в составе:
- С 4 ноября 1943 по 30 ноября 1943 — 5-й учебной флотилии
- С 1 декабря 1943 по 14 февраля 1945 — 8-й учебной флотилии
- С 15 февраля 1945 по 5 мая 1945 — 5-й учебной флотилии

5 мая 1945 года, в ходе операции «Регенбоген», была затоплена экипажем в порту города Киль. Позднее была поднята и сдана на лом.

### Командиры
- Старший лейтенант Вернер Клюг (14 ноября 1943 — 31 августа 1944)
- Старший лейтенант Филипп Беккер (1 сентября 1944 — 5 мая 1945)